# Bąbel pokrzywkowy

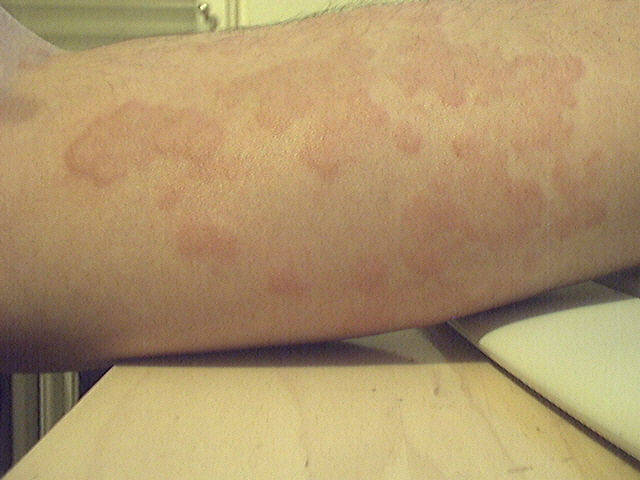
Bąble

Bąbel pokrzywkowy (łac. urtica) – wykwit wyniosły ponad poziom skóry lub błony śluzowej, o zmiennej średnicy, dobrze odgraniczony od otaczającej skóry, zwykle porcelanowego lub różowego koloru i o gładkiej powierzchni. Powstaje wskutek miejscowego poszerzenia i zwiększenia przepuszczalności naczyń krwionośnych. Zwykle towarzyszy mu silny świąd. Jego charakterystyczną cechą jest szybkie pojawienie się (w ciągu minut) i szybkie zniknięcie (w ciągu godzin) bez pozostawienia śladu.